# پلامبان
پلامبان (به انگلیسی: Plumbane) با فرمول شیمیایی PbH۴ یک ترکیب شیمیایی با شناسه پاب‌کم ۱۲۳۲۷۸ است. که جرم مولی آن ۲۱۱٫۲۳ g/mol می‌باشد. شکل ظاهری این ترکیب، پودر سفید است.